# Teleroboxer
Teleroboxer (テレロボクサー, Tererobokusā) é um jogo de simulação de luta lançado para o console portátil Virtual Boy, da Nintendo. O jogo é um simulador de boxe onde o jogador controla o personagem Harry, usando ambos os d-pads do gamepad do console sob uma perspectiva de 1ª pessoa.